# Maiken Caspersen Falla
Maiken Caspersen Falla (Lørenskog, 13 agosto 1990) è un'ex fondista norvegese, vincitrice tra l'altro di una medaglia d'oro olimpica, di cinque medaglie d'oro iridate e di tre Coppe del Mondo di specialità.

## Biografia
In Coppa del Mondo ha esordito il 29 novembre 2008 a Kuusamo (22ª), ha ottenuto il primo podio il 21 dicembre 2008 a Düsseldorf (2ª) e la prima vittoria il 16 gennaio 2011 a Liberec. Nelle stagioni 2015-2016, 2016-2017 e 2017-2018 ha vinto la Coppa del Mondo di sprint.
In carriera ha preso parte a quattro edizioni dei Giochi olimpici invernali, Vancouver 2010 (20ª nella sprint), Soči 2014 (1ª nella sprint), Pyeongchang 2018 (2ª nella sprint e 3ª nella sprint a squadre) e Pechino 2022 (8ª nella sprint, 8ª nella sprint a squadre), e a sette dei Campionati mondiali, vincendo dieci medaglie.
Ha annunciato il suo ritiro nell'aprile 2022, la sua ultima gara è stata la sprint di Coppa del Mondo tenutasi l'11 marzo a Falun e chiusa dalla Falla al 6º posto.

## Palmarès

### Olimpiadi
- 3 medaglie:
  - 1 oro (sprint a Soči 2014)
  - 1 argento (sprint a Pyeongchang 2018)
  - 1 bronzo (sprint a squadre a Pyeongchang 2018)

### Mondiali
- 10 medaglie:
  - 5 ori (sprint a squadre a Falun 2015; sprint, sprint a squadre, staffetta a Lahti 2017; sprint a Seefeld in Tirol 2019)
  - 1 argento (sprint a Oberstdorf 2021)
  - 4 bronzi (sprint a squadre a Oslo 2011; sprint a Val di Fiemme 2013; sprint a Falun 2015; sprint a squadre a Seefeld in Tirol 2019)

### Mondiali juniores
- 2 medaglie:
  - 1 oro (staffetta a Praz de Lys Sommand 2009)
  - 1 bronzo (sprint a Praz de Lys Sommand 2009)

### Coppa del Mondo
- Miglior piazzamento in classifica generale: 6ª nel 2015 e nel 2016
- Vincitrice della Coppa del Mondo di sprint nel 2016, nel 2017 e nel 2018
- 55 podi (40 individuali, 15 a squadre):
  - 22 vittorie (16 individuali, 6 a squadre)
  - 18 secondi posti (13 individuali, 5 a squadre)
  - 15 terzi posti (11 individuali, 4 a squadre)

#### Coppa del Mondo - vittorie
| Data             | Località             | Nazione   | Spec.                                                                |
| ---------------- | -------------------- | --------- | -------------------------------------------------------------------- |
| 16 gennaio 2011  | Liberec              | Rep. Ceca | TS TC (con Marit Bjørgen)                                            |
| 4 dicembre 2011  | Düsseldorf           | Germania  | TS TL (con Mari Eide)                                                |
| 18 dicembre 2011 | Rogla                | Slovenia  | SP TL                                                                |
| 15 dicembre 2012 | Canmore              | Canada    | SP TL                                                                |
| 13 gennaio 2013  | Liberec              | Rep. Ceca | TS TL (con Ingvild Flugstad Østberg)                                 |
| 12 gennaio 2014  | Nové Město na Moravě | Rep. Ceca | TS TC (con Ingvild Flugstad Østberg)                                 |
| 5 marzo 2014     | Drammen              | Norvegia  | SP TC                                                                |
| 11 marzo 2015    | Drammen              | Norvegia  | SP TC                                                                |
| 6 dicembre 2015  | Lillehammer          | Norvegia  | 4x5 km (con Ingvild Flugstad Østberg, Therese Johaug e Heidi Weng)   |
| 19 dicembre 2015 | Dobbiaco             | Italia    | SP TL                                                                |
| 3 febbraio 2016  | Drammen              | Norvegia  | SP TC                                                                |
| 11 febbraio 2016 | Stoccolma            | Svezia    | SP TC                                                                |
| 20 febbraio 2016 | Lahti                | Finlandia | SP TL                                                                |
| 11 dicembre 2016 | Davos                | Svizzera  | SP TL                                                                |
| 2 dicembre 2017  | Lillehammer          | Norvegia  | SP TC                                                                |
| 3 marzo 2018     | Lahti                | Finlandia | SP TL                                                                |
| 7 marzo 2018     | Drammen              | Norvegia  | SP TC                                                                |
| 19 gennaio 2019  | Otepää               | Estonia   | SP TC                                                                |
| 9 febbraio 2019  | Lahti                | Finlandia | SP TL                                                                |
| 12 marzo 2019    | Drammen              | Norvegia  | SP TC                                                                |
| 8 dicembre 2019  | Lillehammer          | Norvegia  | 4x5 km (con Astrid Uhrenholdt Jacobsen, Therese Johaug e Heidi Weng) |
| 3 marzo 2022     | Drammen              | Norvegia  | SP TC                                                                |

Legenda:

TC = tecnica classica

TL = tecnica libera

SP = sprint

TS = sprint a squadre

#### Coppa del Mondo - competizioni intermedie
- 15 podi di tappa:
  - 6 vittorie
  - 6 secondi posti
  - 3 terzi posti

##### Coppa del Mondo - vittorie di tappa
| Data             | Località    | Nazione   | Competizione    | Disciplina |
| ---------------- | ----------- | --------- | --------------- | ---------- |
| 27 novembre 2015 | Kuusamo     | Finlandia | Ruka Triple     | SP TC      |
| 1 gennaio 2016   | Lenzerheide | Svizzera  | Tour de Ski     | SP TL      |
| 1 marzo 2016     | Gatineau    | Canada    | Ski Tour Canada | SP TL      |
| 9 marzo 2016     | Canmore     | Canada    | Ski Tour Canada | SP TC      |
| 29 novembre 2019 | Kuusamo     | Finlandia | Ruka Triple     | SP TC      |
| 22 febbraio 2020 | Trondheim   | Norvegia  | Ski Tour        | SP TC      |

Legenda:

TC = tecnica classica

TL = tecnica libera

SP = sprint

## Riconoscimenti
- Medaglia Holmenkollen (2023)